# Řečík

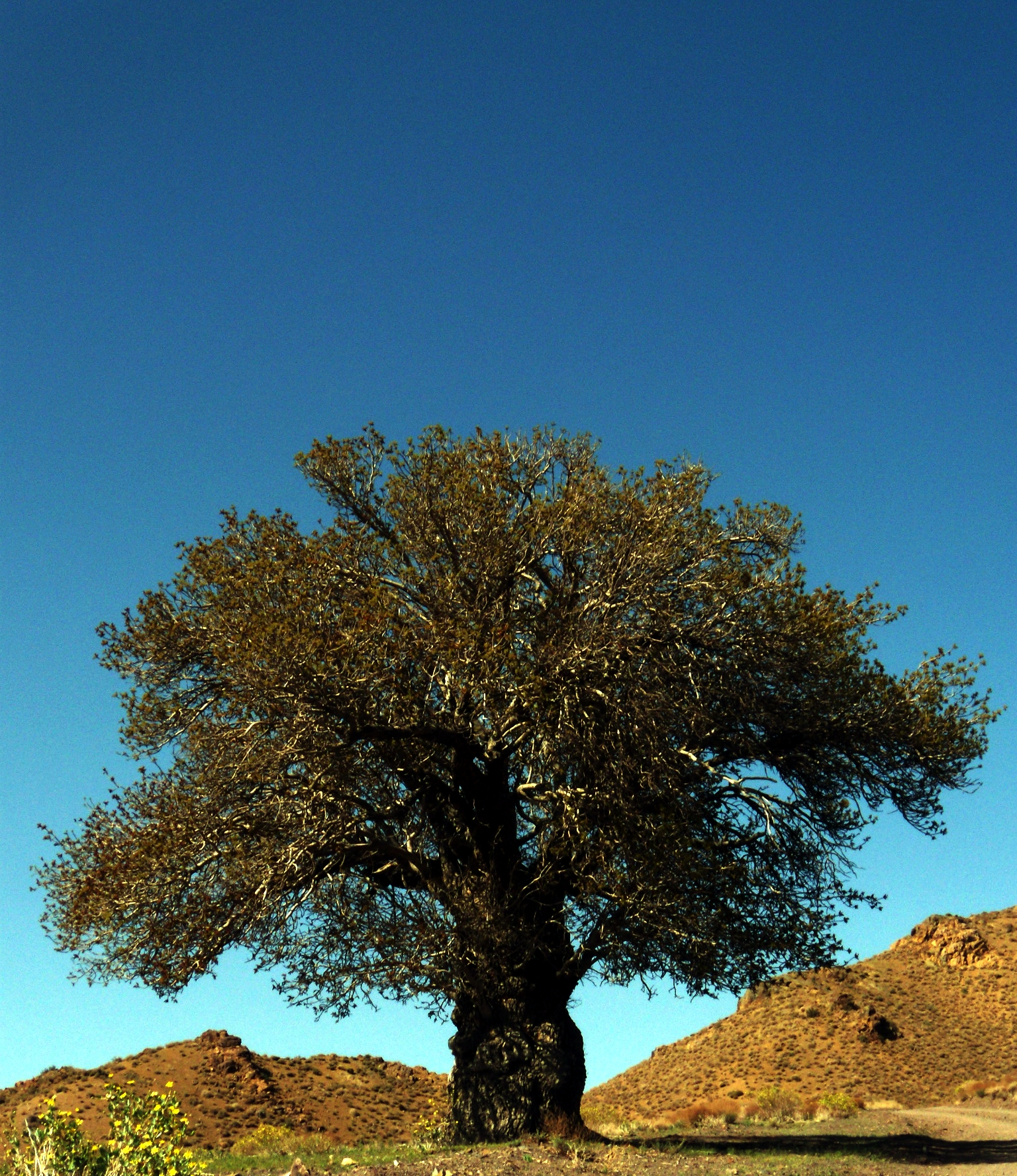
Řečík lentišek

Řečík (Pistacia), česky též pistácie, je rod dvouděložných rostlin z čeledi ledvinovníkovité (Anacardiaceae). Jsou to opadavé nebo stálezelené dřeviny se střídavými, většinou zpeřenými listy a bezobalnými květy, které jsou opylovány větrem. Plodem je peckovice. Rod zahrnuje 11 druhů. Je rozšířen v Eurasii, Africe i Americe. Ve Středomoří se běžně vyskytuje řečík terebintový a řečík lentišek.
Ekonomicky nejvýznamnějším druhem je řečík pistáciový, pěstovaný pro pistácie. Z řečíku lentišku je získávána pryskyřice, známá jako masticha. Některé druhy řečíku mají význam v medicíně nebo jsou v oblastech s teplým a suchým klimatem pěstovány jako okrasné dřeviny.

## Popis
Řečíky jsou dvoudomé, opadavé nebo stálezelené keře a stromy, ronící při poranění bezbarvou průsvitnou šťávu. Asijský řečík malajský dorůstá výšky až 26 metrů a průměru kmene 1 metr. Listy jsou střídavé, lichozpeřené nebo sudozpeřené, výjimečně jednolisté nebo trojčetné, řapíkaté, složené z řapíčkatých, téměř nebo úplně vstřícných, celokrajných lístků. Hlavní osa listu je u některých druhů křídlatá.
Květenství jsou úžlabní laty, hrozny, klasy nebo thyrsoidy.
Květy jsou jednopohlavné, bezobalné, avšak obklopené 1 až 3 drobnými listeny a 2 až 7 listenci připomínajícími korunní lístky (někdy jsou interpretovány jako okvětí).
Tyčinek jsou 3 až 5 (až 8) a mají krátké nitky.
Semeník je srostlý ze 3 (2) plodolistů a nese krátkou, trojklanou čnělku nesoucí 3 hlavaté nebo lžicovité blizny.
Plodem je červená nebo purpurová, kulovitá či vejcovitá peckovice s tenkou dužninou (mezokarpem) a tvrdou, hladkou peckou (endokarpem) obsahující jedno semeno. Semena nemají endosperm.

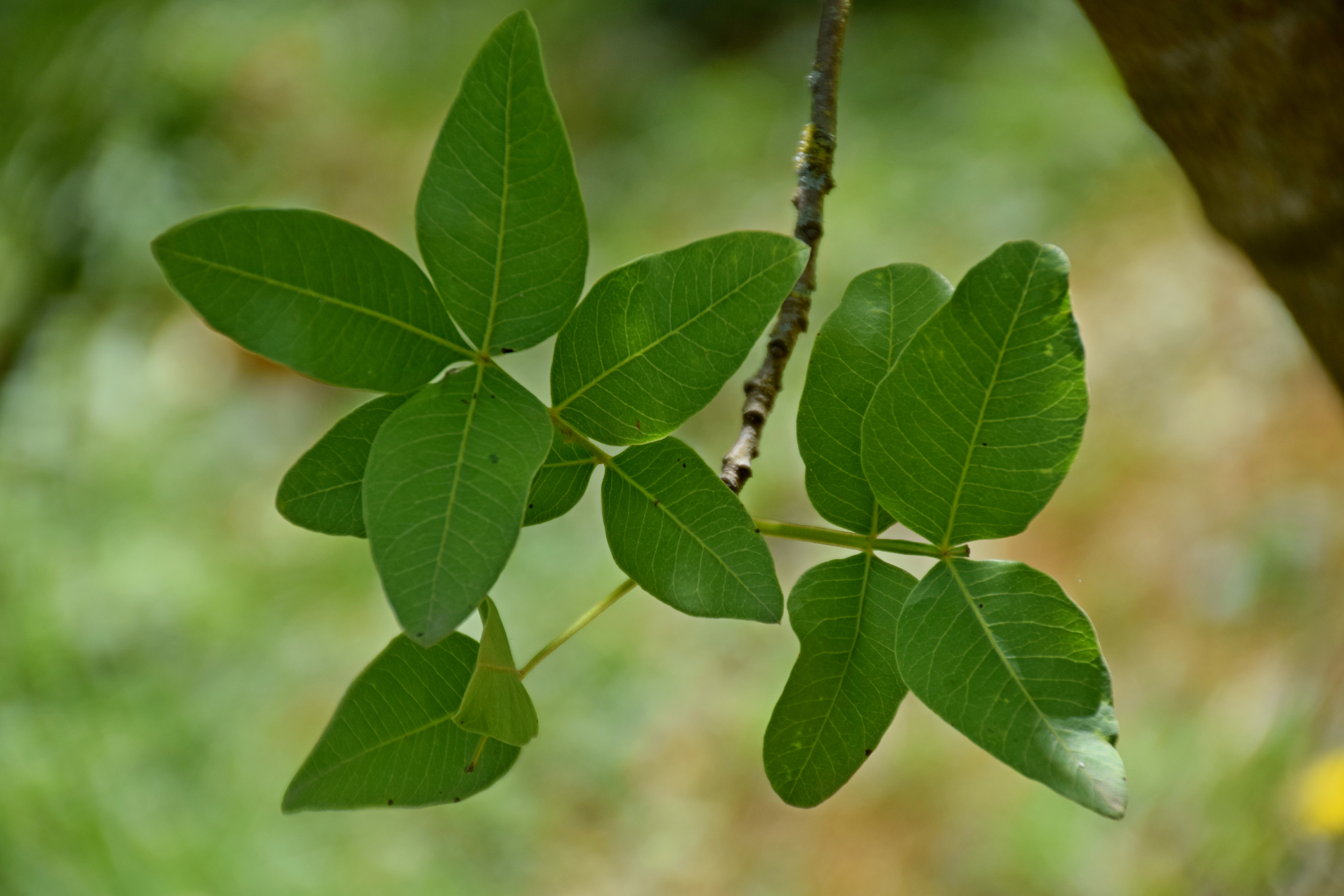
Listy řečíku pistáciového
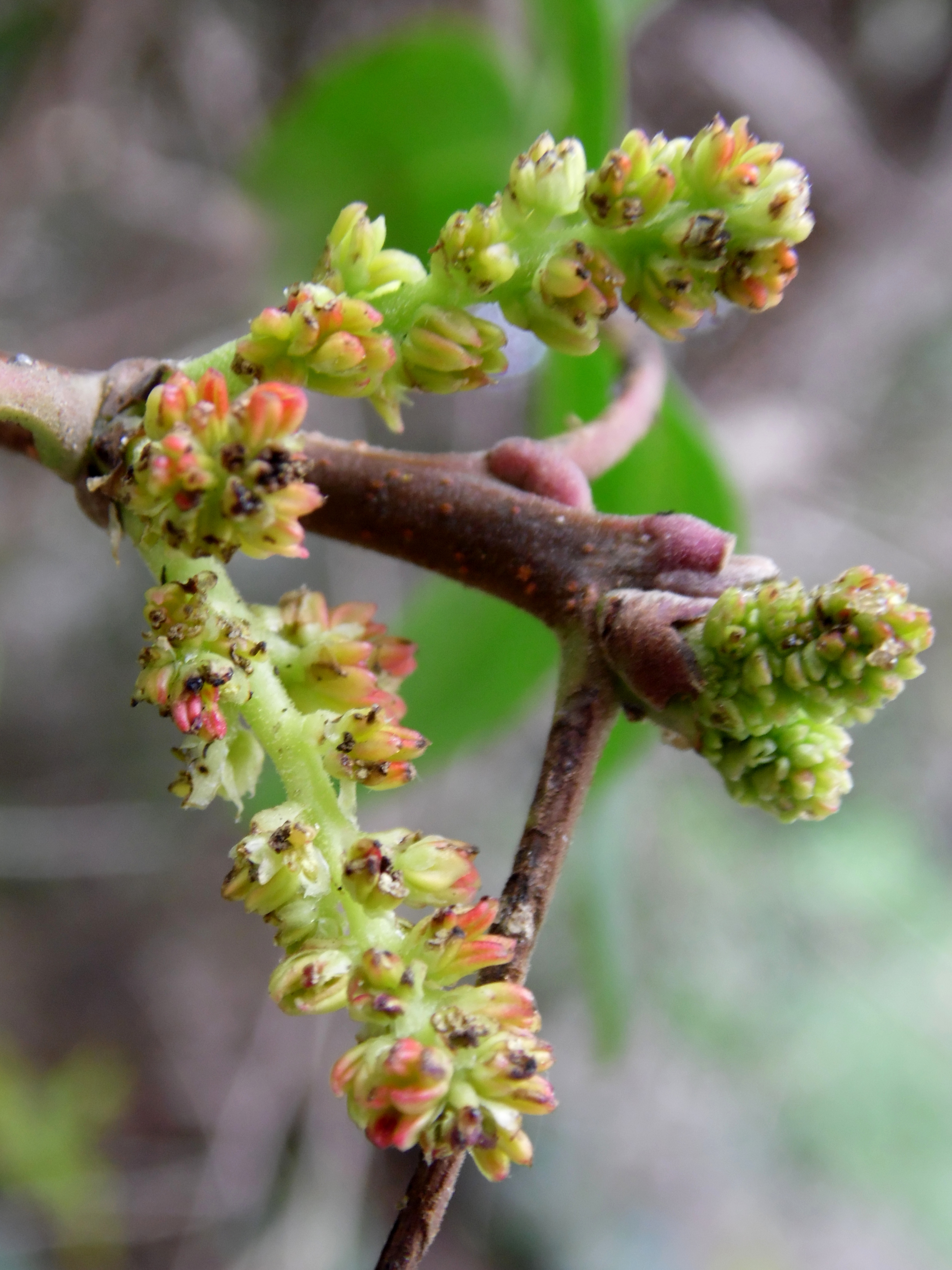
Květenství řečíku atlantického
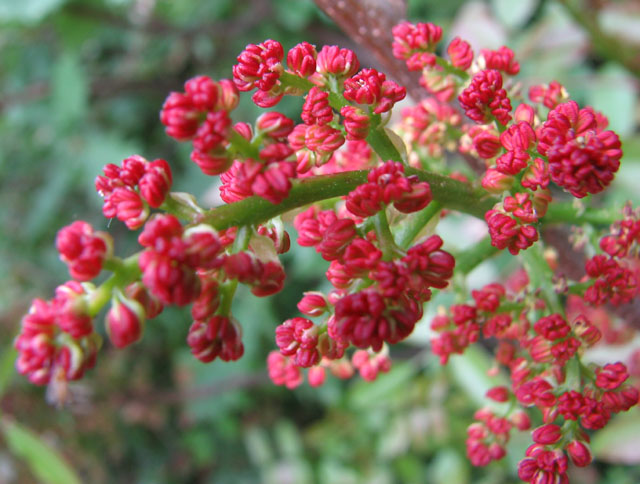
Samčí květenství řečíku terebintového
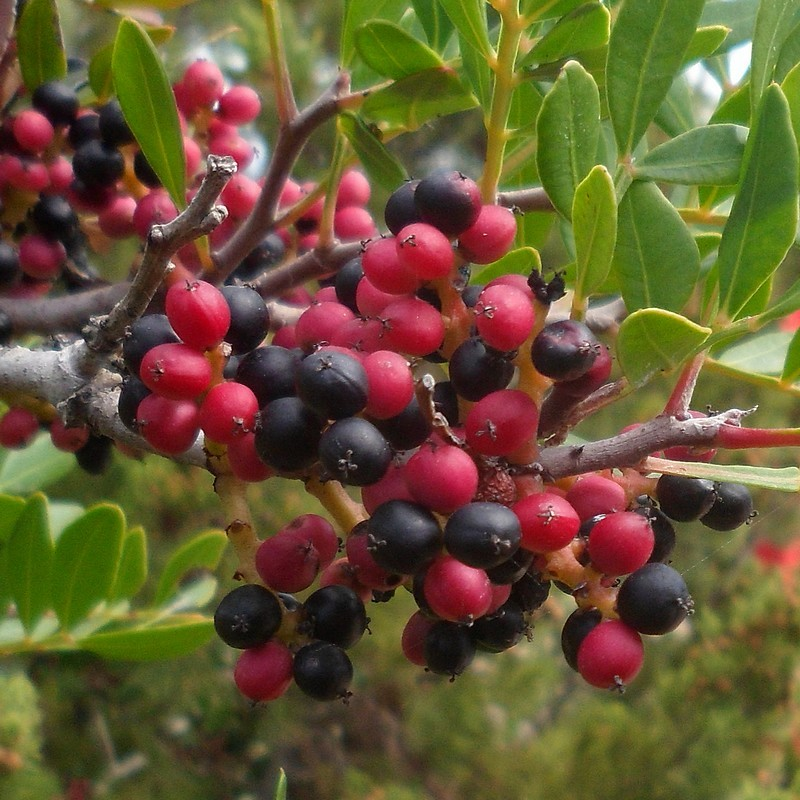
Plodenství řečíku lentišku

## Rozšíření
Rod řečík zahrnuje 11 druhů. Je rozšířen v Eurasii, Africe a Americe. Rod má dvě centra druhové diverzity. Jedno leží v oblasti Středomoří a Blízkého východu, druhé ve východní části pohoří Zagros a kavkazské oblasti od Krymu po Kaspické moře.
V Evropě rostou celkem 3 původní druhy řečíku, do České republiky žádný z nich nezasahuje. V celém Středomoří se jako běžný druh vyskytuje řečík terebintový a řečík lentišek.
Řečík atlantický je rozšířen v severní Africe a jihozápadní Asii a zasahuje i do Řecka, evropské části Turecka a na Krym. Ve Středomoří občas zplaňuje pěstovaný řečík pistáciový. V Malé Asii rostou pak další druhy, a sice Pistacia eurycarpa a Pistacia khinjuk.
V Asii sahá areál rodu od jihozápadní Asie přes Afghánistán a střední a jižní Čínu po Malajský poloostrov a Filipíny. Z Číny jsou uváděny dva druhy, řečík čínský a řečík malajský. První z těchto druhů zasahuje i na Filipíny, druhý na Malajský poloostrov a do Vietnamu. Řečík pravý pochází z oblasti Střední Asie, severního Afghánistánu a severovýchodního Íránu, je však pěstován v teplých a suchých oblastech celého světa.
V Africe se řečíky vyskytují na severu a východě kontinentu. Do severovýchodní tropické Afriky zasahují celkem 3 druhy, z nichž nejdále na jih (do Tanzanie) zasahuje druh Pistacia aethiopica.
Jediným americkým druhem je řečík Pistacia mexicana, rozšířený od Texasu přes Mexiko až po Nikaraguu.

## Ekologické interakce
Bezobalné květy řečíků jsou opylovány větrem, což je v rámci čeledi ledvinovníkovité zřídkavý jev.
Na listech řečíků se živí housenky řady nočních motýlů zejména z čeledí bekyňovití, martináčovití, můrovití a píďalkovití. Z martináčů na nich žije martináč hrušňový i martináč habrový, dále druhy Citheronia splendens, Neoris haraldi a Saturnia walterorum. Rohovité hálky, které se občas objevují na různých druzích pistácií, jsou způsobeny mšicí Baizongia pistaciae.
V plodech řečíku pistáciového a řečíku terebintového se vyvíjí chalcidka Eurytoma plotnikovi a krásenka Megastigmus pistaciae. Jedním z nejvýznamnějších škůdců pistáciových plantáží je krasec Capnodis cariosa, jehož larvy se vyvíjejí v kmenech řečíku.

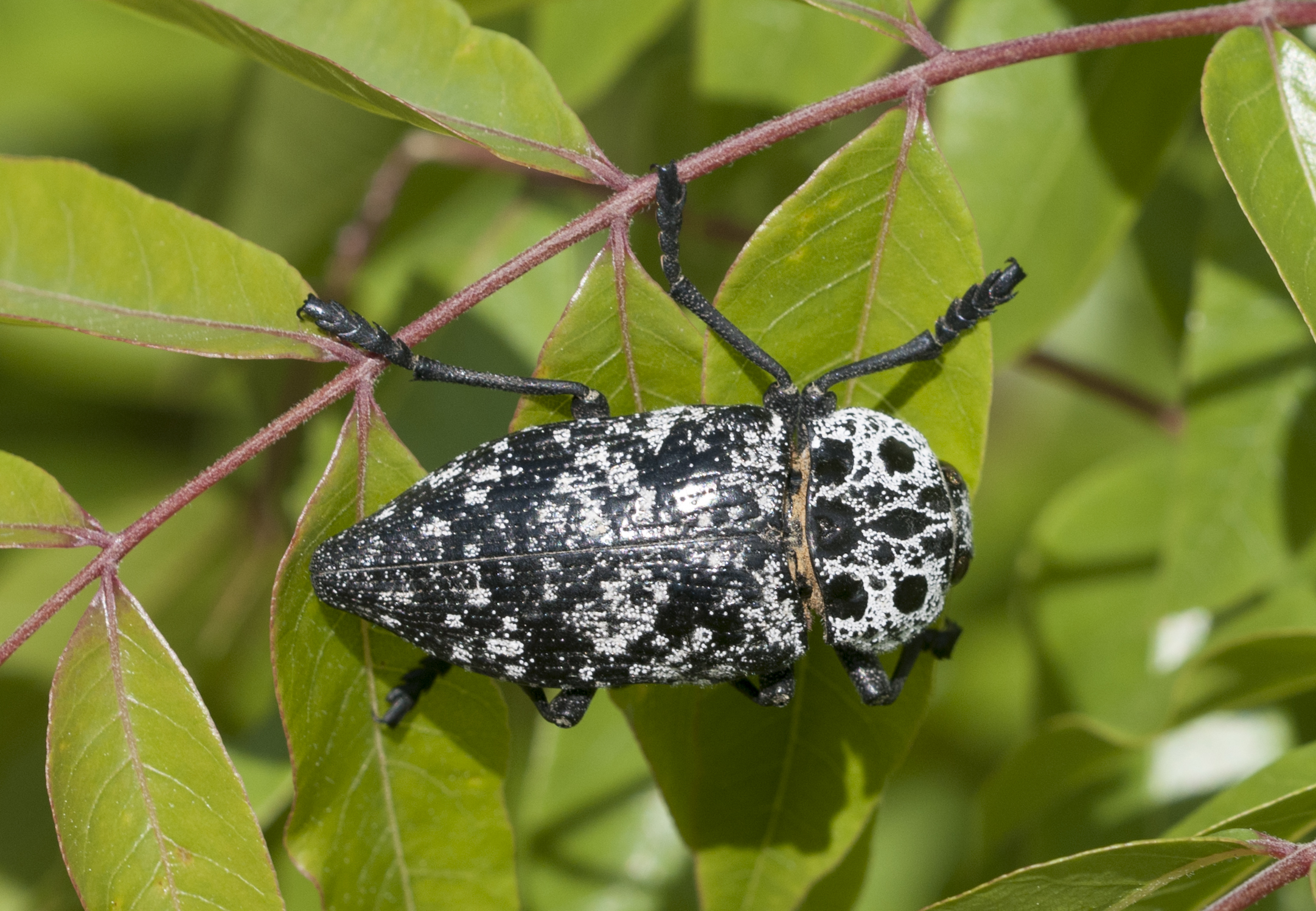
Krasec Capnodis cariosa na řečíku
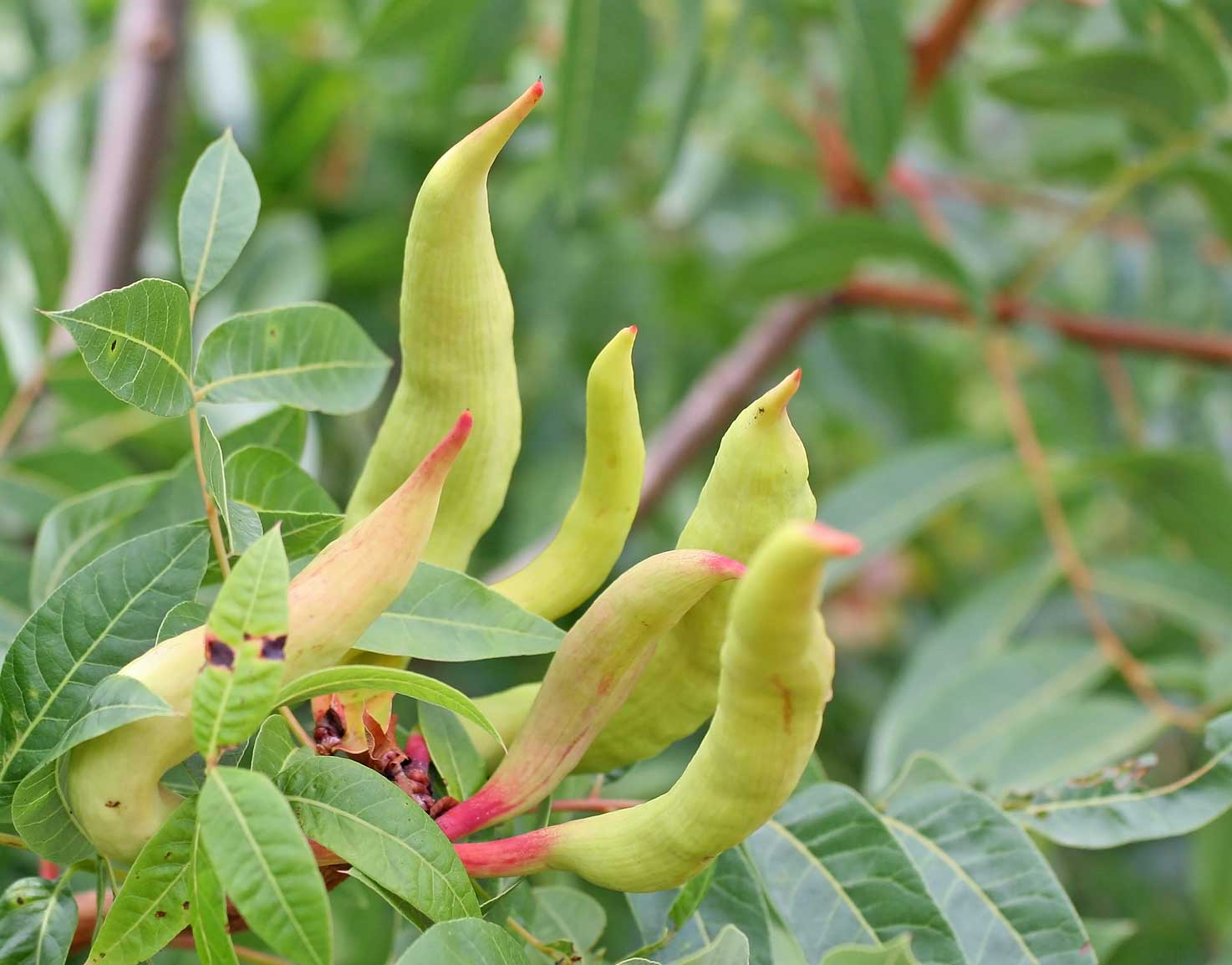
Hálky mšice Baizongia pistaciae na řečíku terebintovém
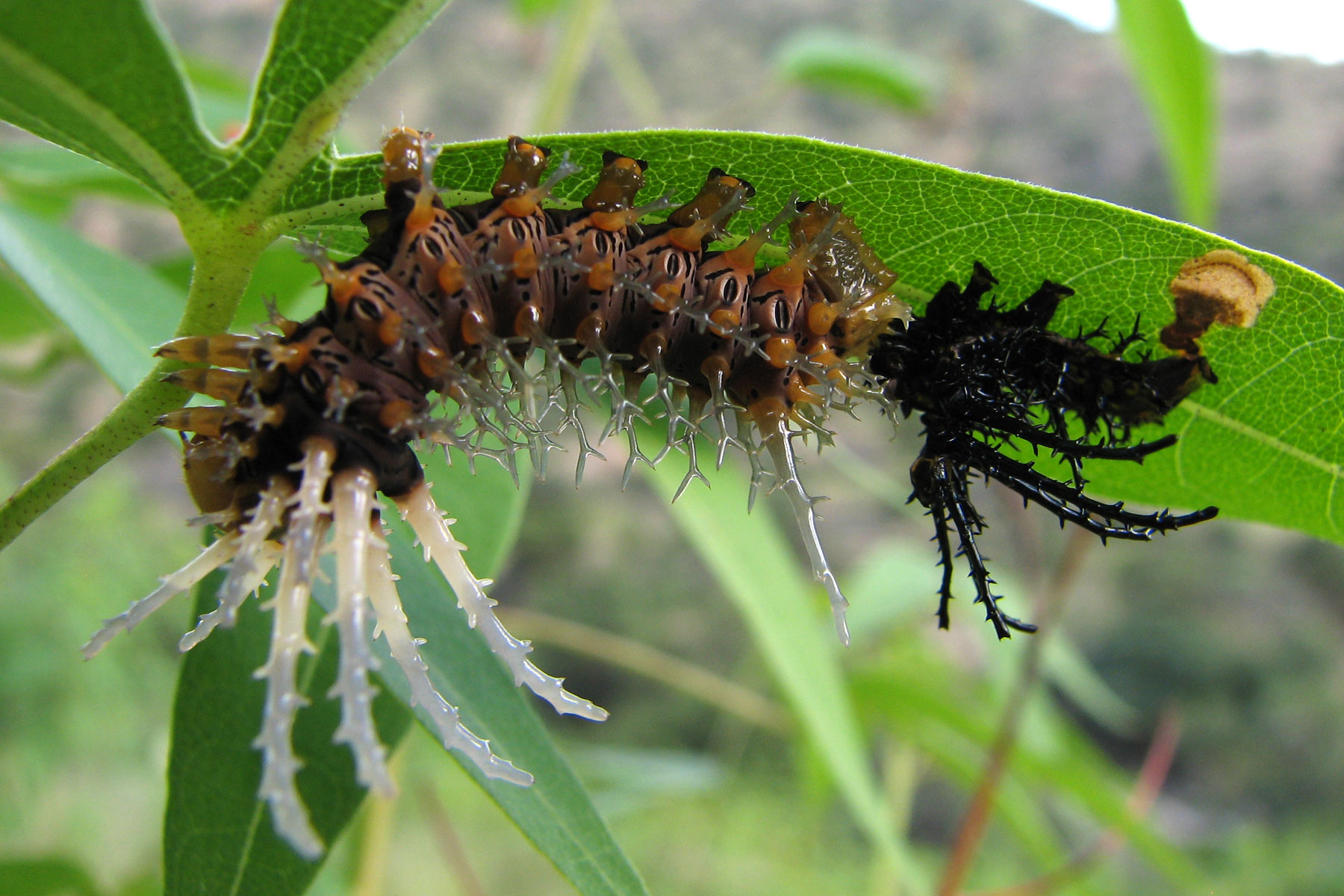
Bizarní housenka martináče Citheronia splendens
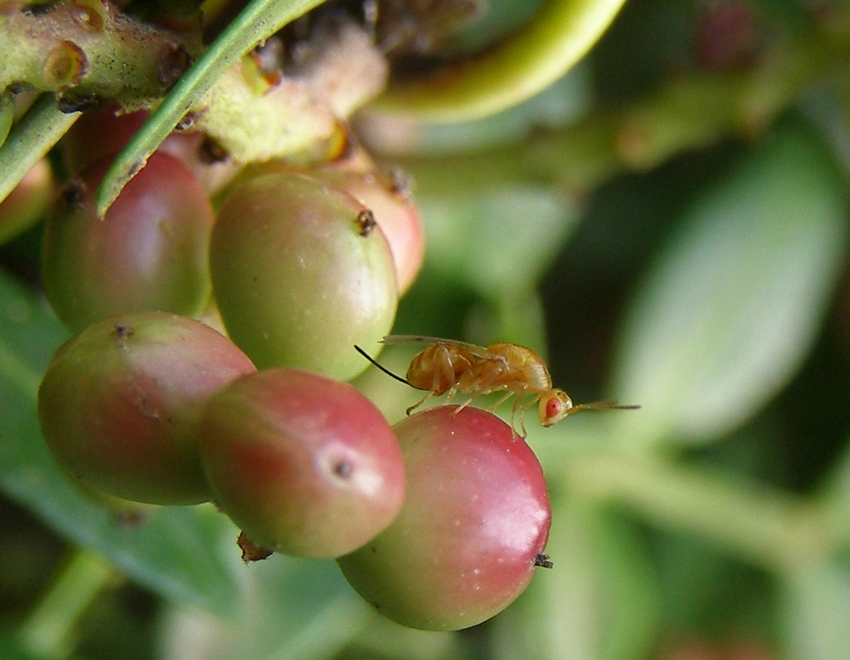
Krásenka Megastigmus pistaciae na plodech řečíku pistáciového

## Prehistorie
Rod Pistacia vznikl pravděpodobně v paleocénu a jeho prapředek pocházel ze Severní Ameriky. Tato hypotéza je podpořena nálezy fosílií rodu Pistacia paleocenního stáří ve Wyomingu a Coloradu. Do Eurasie se dostal přes boreotropický pevninský most, který oba kontinenty spojoval v období raného až středního eocénu. Následně došlo v Asii k radiační speciaci a rod později doputoval až do Středomoří. Prokřemenělé dřevo rodu Pistacia, pocházející z období svrchního miocénu, bylo nalezeno v jižním Německu.

## Taxonomie
Rod Pistacia je v rámci čeledi Anacardiaceae řazen do podčeledi Anacardioideae a rozsáhlého tribu Rhoeae. Je členěn na dvě sekce. Do sekce Lentiscella jsou řazeny druhy P. lentiscus, P. weinmanniifolia, P. mexicana a P. aethiopica, zbývající druhy jsou řazeny do sekce Pistacia.

## Zástupci
- řečík atlantický (Pistacia atlantica), syn. pistácie atlantická
- řečík čínský (Pistacia chinensis), syn. pistácie čínská
- řečík lentišek (Pistacia lentiscus)
- řečík malajský (Pistacia weinmanniifolia, syn. P. malayana)
- řečík pistáciový (Pistacia vera), syn. pistácie pravá
- řečík terebintový (Pistacia terebinthus), syn. pistácie terebintová[16][17]

## Význam

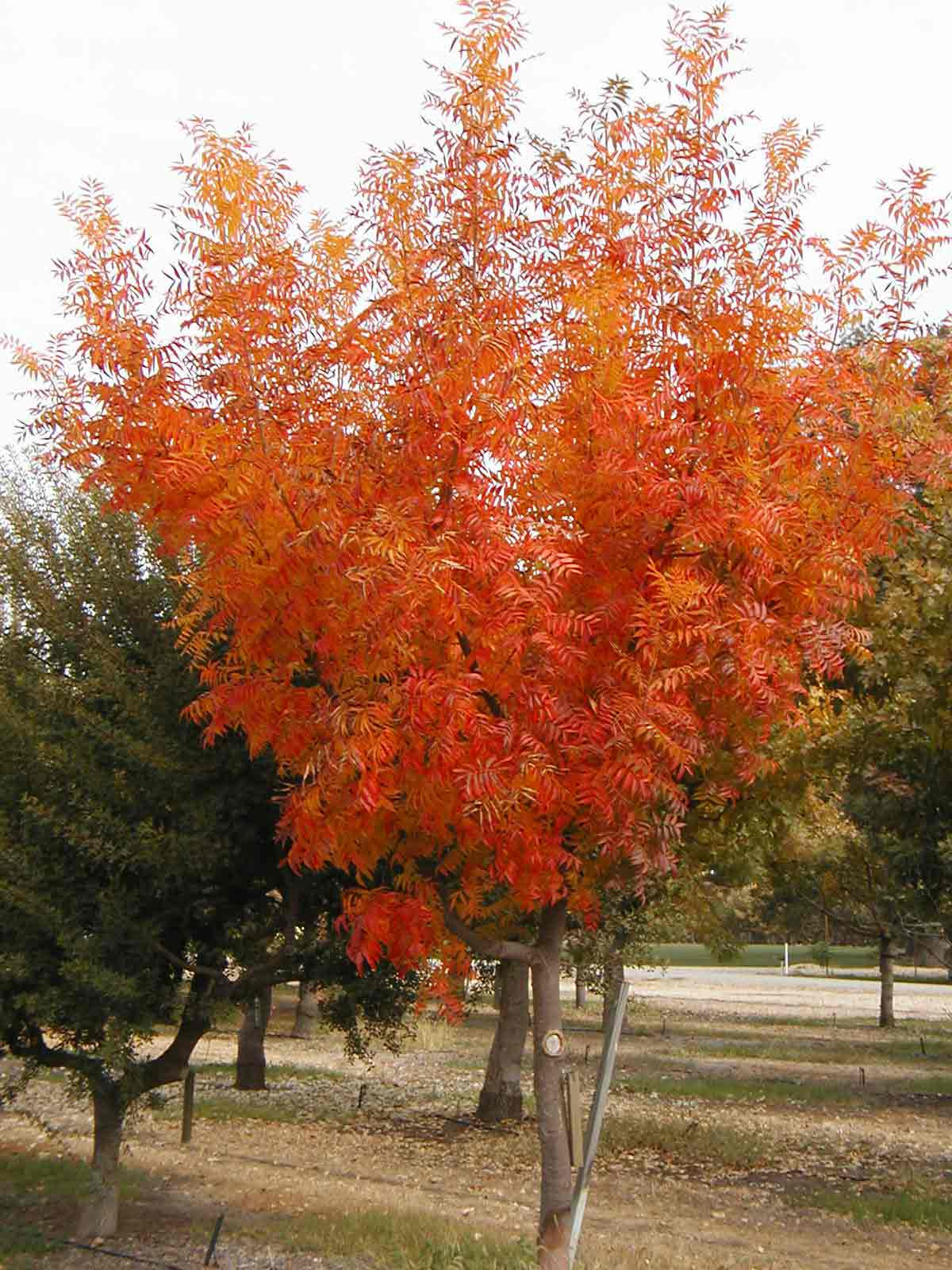
Mladý strom řečíku čínského na podzim

Ekonomicky nejvýznamnějším druhem je řečík pistáciový, jehož pražené plody jsou známy jako pistácie. Nejvíce pistácií se vypěstuje ve Středomoří, Středním východě, střední Asii a USA.
Jako podnož pro roubování bývají používané některé jiné druhy řečíku.
Některé druhy řečíku jsou v oblastech s odpovídajícím klimatem vysazovány jako okrasné dřeviny. Jsou ceněny pro olistění i pro celkový vzhled. Nejčastěji jsou pěstovány středomořské druhy řečík terebintový a řečík lentišek a asijský řečík čínský. Vyžadují středomořské klima, plné slunce a dobře propustnou, sušší půdu. Množí se jarním výsevem semen nebo letními polodřevnatými řízky. Řečík čínský je v Texasu invazním druhem.
Z kmenů řečíku lentišku je získávána pryskyřice, která je známa pod názvem masticha nebo mastix. Oblíbená je zejména v Turecku jako přísada do některých potravin. Má využití v potravinářství i lékařství, tradičně se používá zejména na různé potíže se zažívacím traktem. V listech je obsaženo žluté barvivo myricetin. V indické medicíně se pro velký obsah tříslovin využívají též hálky z řečíku čínského. Plody řečíku atlantického jsou v Izraeli používány na bolesti zubů. Severoafričtí Maurové konzumují plody tohoto druhu společně s datli. Jedlá semena má i Pistacia mexicana.
Ze dřeva řečíku malajského jsou na Filipínách lokálně vyráběny dýmky.
Některé druhy mají význam v místní a domorodé medicíně a používají se k léčení řady neduhů. Patří mezi ně zejména P. aethiopica, P. atlantica, P. chinensis subsp. integerrima a P. khinjuk.

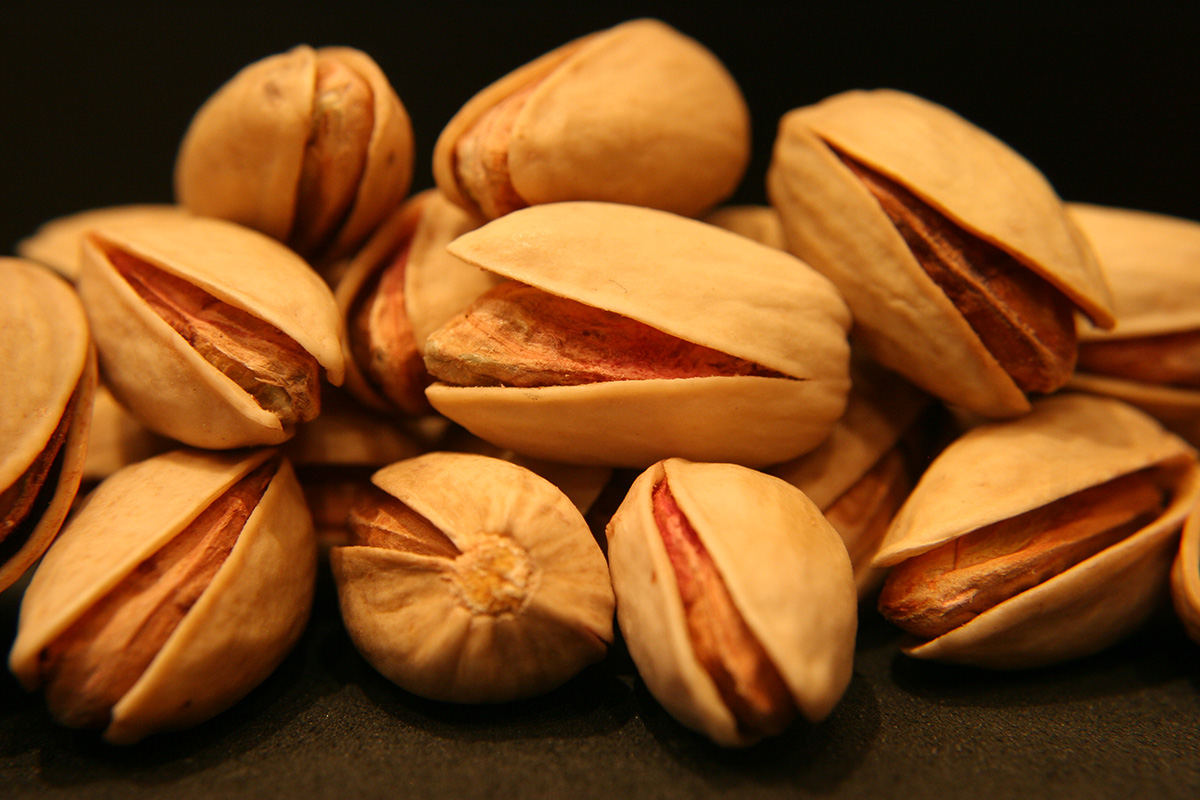
Pražené pistácie
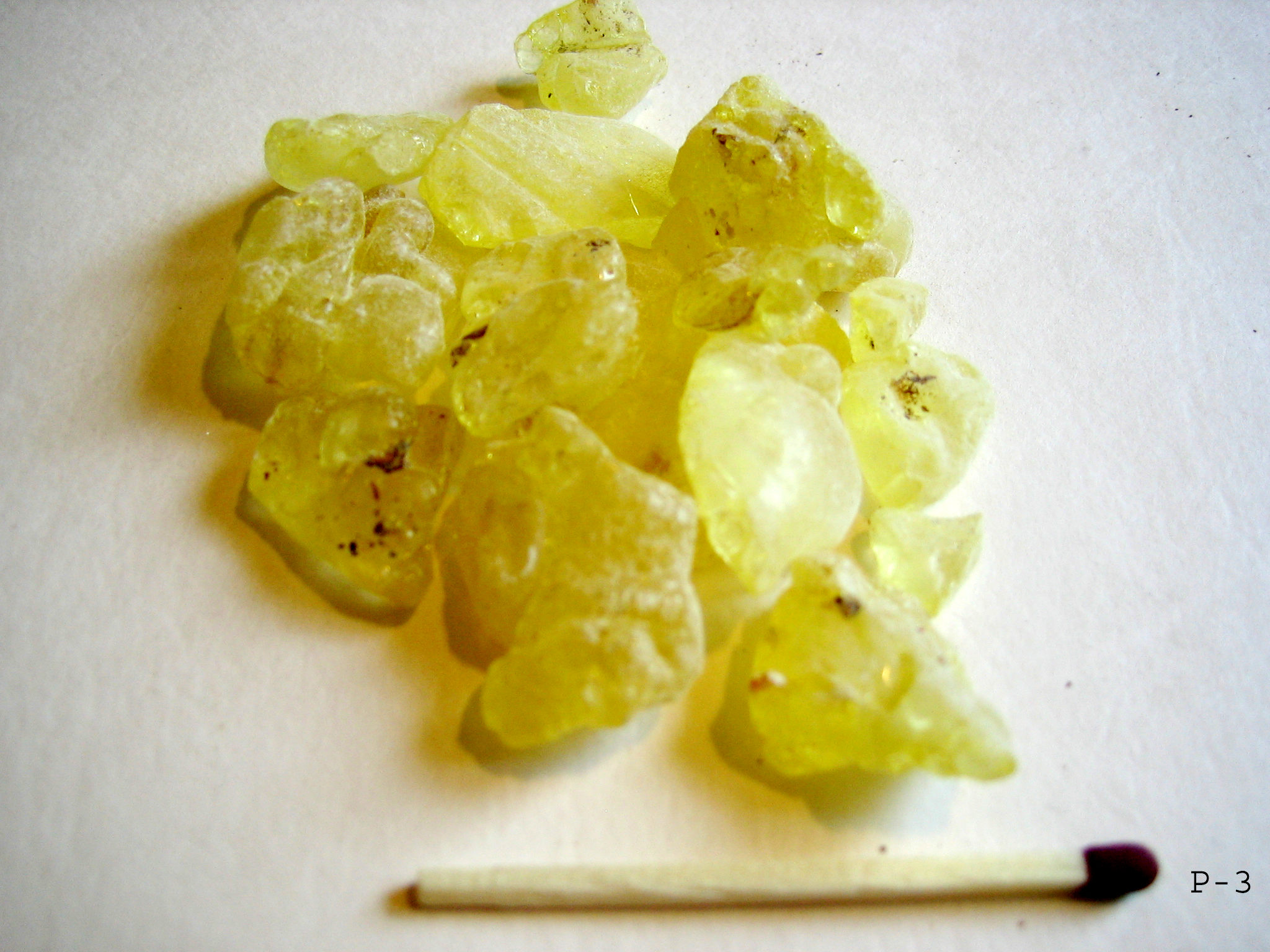
Masticha, pryskyřice z kmene řečíku lentišku